# 堅毅桌
堅毅桌（英語：Resolute desk），是一張制作於十九世紀的書桌，放置在白宮的橢圓形辦公室中，多次被美國總統作為辦公桌使用。
1853年，英國皇家海軍的帆船坚毅号因搜尋失蹤的富蘭克林北極探險隊在北冰洋迷航，其後被美國捕鯨船拯救，时任总统富兰克林·皮尔斯决定修复坚毅号，以缓解僵硬的英美关系，美國國會最终通过表决并财政拨款超过40000美元来修复坚毅号，1856年12月12日，坚毅号回到英國。坚毅号退役之後，其船身的木材被打造成為堅毅桌，並在1880年由維多利亞女王致送給美國總統海斯。堅毅桌还复制了四张，分别放在四位前总统的总统图书馆内。

## 电影题材
复制品堅毅桌已经出现在许多电影，最著名是在《國家寶藏：古籍秘辛》中暗藏的神秘书线索。

## 外部連結
- Resolute Desk白宮官方网站关于堅毅桌（英文） （页面存档备份，存于）

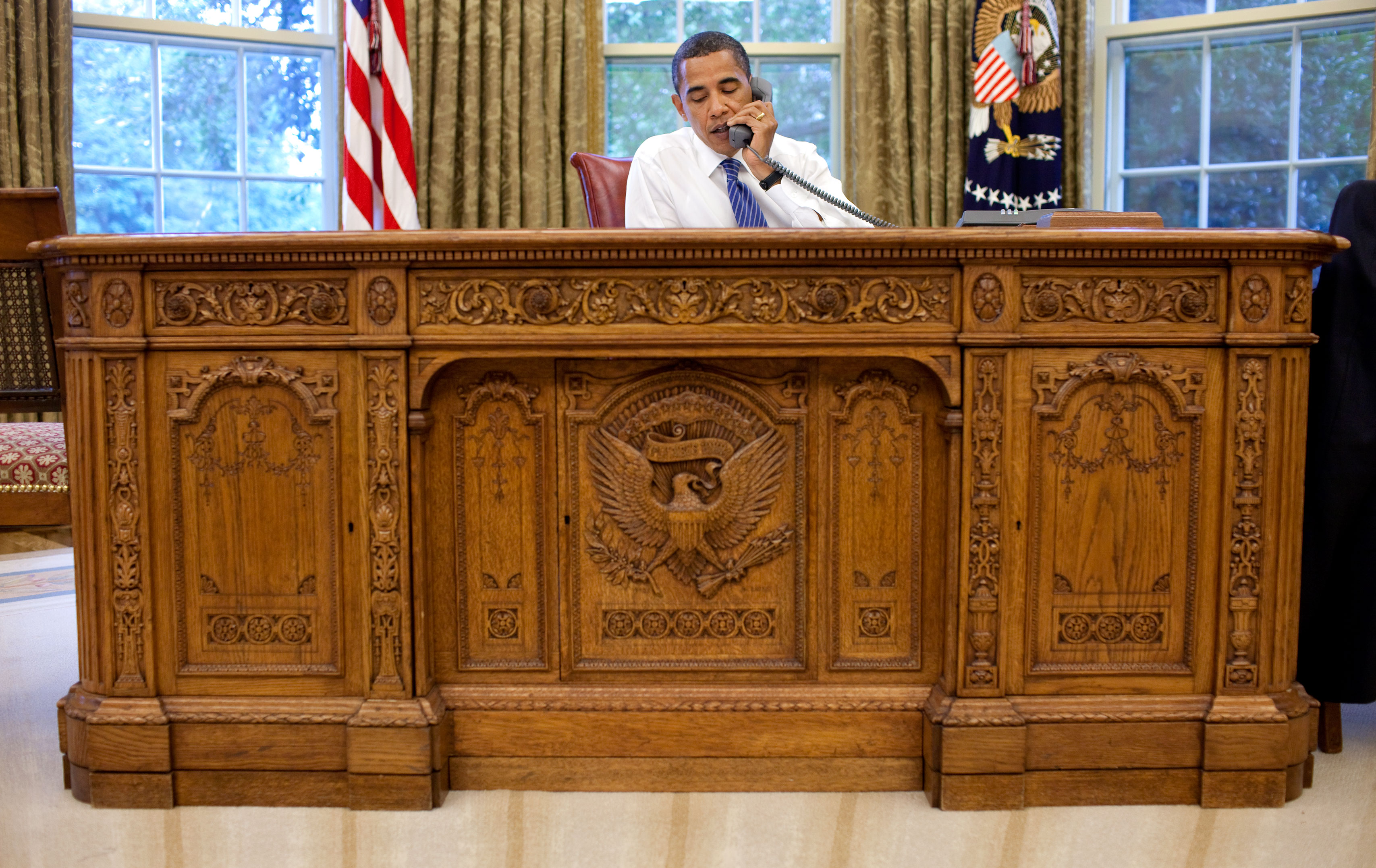
堅毅桌與巴拉克·奧巴馬總統。

- John F. Kennedy, Jr. peeking out of "secret door" in Resolute desk （页面存档备份，存于）
- Official Custom Replica of the Resolute Desk from the White House Gift Shop （页面存档备份，存于）
- 堅毅桌的位置： 38°53′50″N 77°02′15″W / 38.89734°N 77.03742°W